# Ā́
Ā́ (minuscule : ā́), appelé A macron accent aigu, est une lettre latine utilisée dans l’écriture du kaska.
Il s’agit de la lettre A diacritée d’un macron et d’un accent aigu.

## Représentations informatiques
Le A macron accent aigu peut être représenté avec les caractères Unicode suivants : 
- précomposé et normalisé NFC  (latin étendu A, diacritiques) :

| formes    | représentations | chaînes de caractères | points de code | descriptions                                             |
| --------- | --------------- | --------------------- | -------------- | -------------------------------------------------------- |
| capitale  | Ā́               | Ā◌́                    | U+0100 U+0301  | lettre majuscule latine a macron diacritique accent aigu |
| minuscule | ā́               | ā◌́                    | U+0101 U+0301  | lettre minuscule latine a macron diacritique accent aigu |

- décomposé et normalisé NFD (latin de base, diacritiques) :

| formes    | représentations | chaînes de caractères | points de code       | descriptions                                                         |
| --------- | --------------- | --------------------- | -------------------- | -------------------------------------------------------------------- |
| capitale  | Ā́               | A◌̄◌́                   | U+0041 U+0304 U+0301 | lettre majuscule latine a diacritique macron diacritique accent aigu |
| minuscule | ā́               | a◌̄◌́                   | U+0061 U+0304 U+0301 | lettre minuscule latine a diacritique macron diacritique accent aigu |

## Sources
- Yukon Native Language Centre, Kaska Alphabet, 2005 (lire en ligne)